# Yaddo

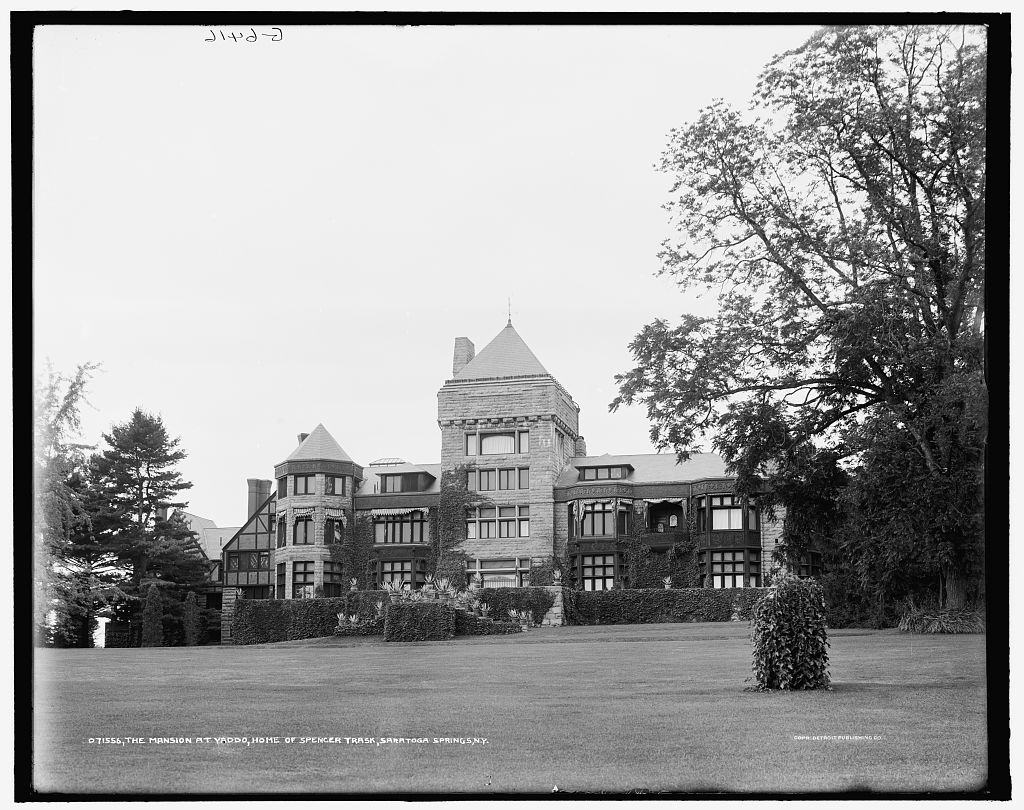
Yaddo (1900–1910)

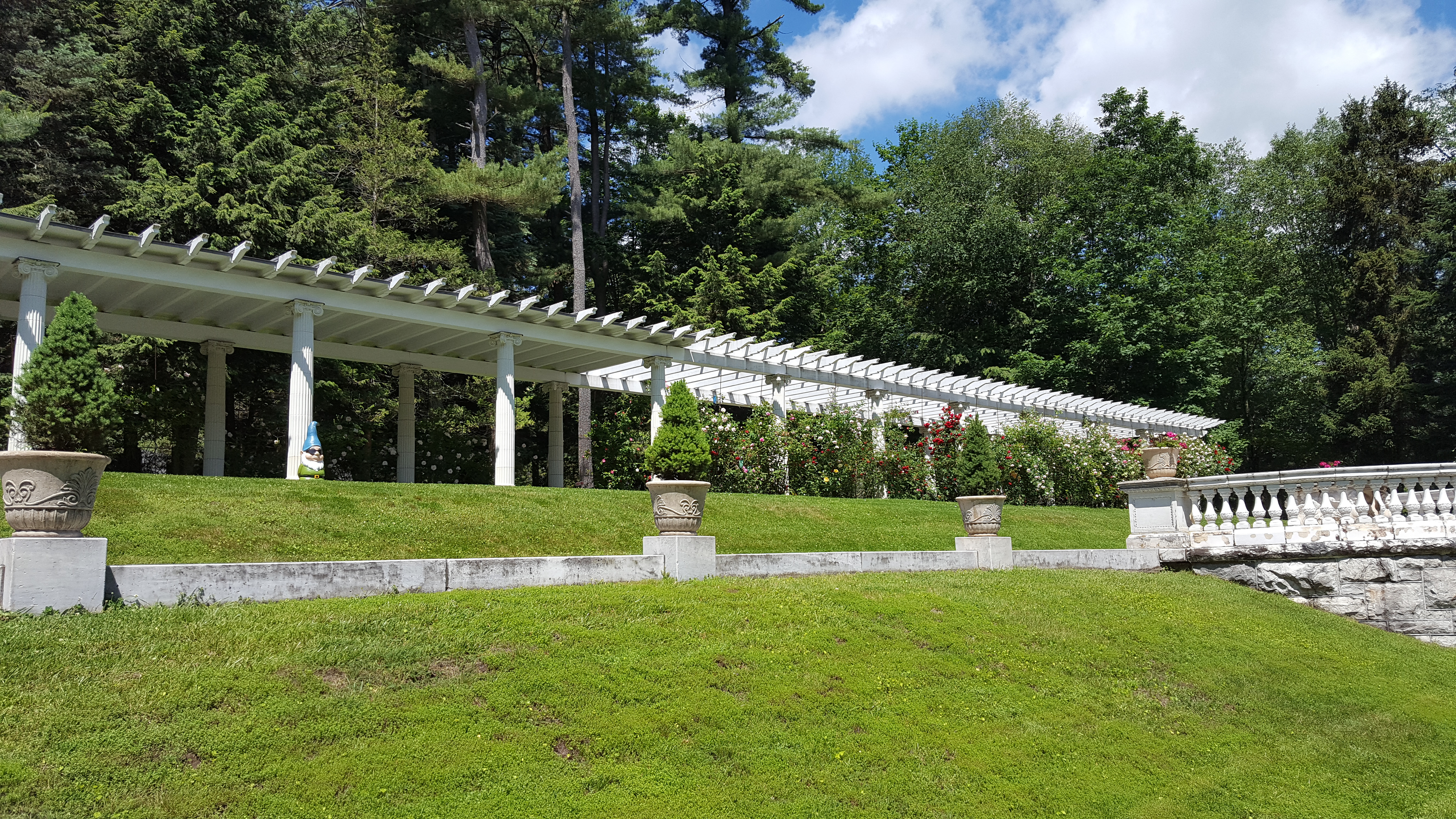
Yaddo (2017)

Yaddo ist eine seit 1926 bestehende Künstlerkolonie in Saratoga Springs, New York. Sie wurde am 27. Februar 2013 in das National Register of Historic Places aufgenommen und als National Historic Landmark anerkannt.

## Geschichte
Das 1850 erbaute und nach einem Feuer 1891 neu aufgebaute Anwesen wurde 1881 von dem Wall-Street-Magnaten Spencer Trask und seiner Frau Katrina erworben. Trask hatte mit gewinnbringenden Investitionen u. a. in die sich neu etablierende New York Times und die Edison-Elektrizitätsgesellschaft ein großes Vermögen gemacht. Das Ehepaar verlegte nach dem Tod ihres fünfjährigen Sohnes Alan ihren Wohnsitz von New York City aufs Land. 1888 starben dort ihre Tochter Christina und ihr Sohn Spencer jr. an Diphtherie. Ein viertes Kind verstarb 1889 nur zwölf Tage nach der Geburt.  Nach dem frühen Tod der vier Kinder entschloss sich das Ehepaar im Jahr 1900, das Anwesen in einen Rückzugsraum für Künstler umzuwandeln. Nach dem Tod von Spencer Trask 1907 war der langjährige Freund der Familie und zweite Mann von Katrina George Foster Peabody maßgeblich an der Finanzierung und Fortsetzung des Projekts beteiligt. Im Todesjahr von Katrina 1922, wurde Elizabeth Ames als erste geschäftsführende Direktorin eingesetzt. Die Eröffnung von Yaddo erfolgte schließlich im Jahr 1926.
Die Idee von Yaddo besteht darin, Künstlern für einen bestimmten Zeitraum innerhalb eines sozial und atmosphärisch unterstützenden Umfeldes einen ungestörten kreativen Prozess zu ermöglichen. Die Finanzierung der Aufenthalte erfolgt durch eine Stiftung (Yaddo Foundation). Die Zielgruppe sind Künstler in den folgenden Bereichen: Choreographie, Film, Literatur, Komposition, Malerei, künstlerische Performance, Fotografie, Drucktechniken, Skulptur und Video.
Das Gelände ist etwa 1,6 km² groß. Die Gärten von Yaddo sind nach klassischen italienischen Vorbildern gestaltet, die die Trasks auf Reisen in Europa besucht haben. Es enthält viele Statuen und Skulpturen, unter anderem eine Sonnenuhr mit der Inschrift „Hours fly, Flowers die, New days, New ways, Pass by, Love stays“. Auf dem Gelände befinden sich vier Seen, die das Ehepaar im Gedenken an ihre vier Kinder anlegen ließ.

## Ehemalige Stipendiaten
Die Liste der Ehemaligen ist lang, sie umfasst ungefähr 5000 Menschen. Darunter befinden sich bildende Künstler wie Robert De Niro, Sr., Philip Guston, Anne Truitt, Komponisten wie Leonard Bernstein, Aaron Copland, Schriftsteller wie Ilse Barker, Richard Arnold Bermann, Hermann Broch, Martin Gumpert, Oskar Maria Graf, Heinrich Eduard Jacob, Truman Capote, Sylvia Plath, Jonathan Franzen, Jeffrey Eugenides, Jan Brandt oder das Universaltalent Miranda July.
Die amerikanische Kriminalschriftstellerin Patricia Highsmith lebte von Mai bis Juli 1948 in der Kolonie und setzte die Yaddo-Stiftung als Haupterbin ihres Vermögens ein. Schon zu Lebzeiten hatte sie diese Stiftung mit mehreren großzügigen Schenkungen unterstützt. Während ihres Aufenthalts schrieb sie an dem Roman Strangers on a Train (dt.: Zwei Fremde im Zug), der 1950 erschien und großen Erfolg hatte. Alfred Hitchcock verfilmte den Roman 1951 (dt.: Der Fremde im Zug) und verhalf Patricia Highsmith damit zu Weltruhm.

## Weblink
- Offizielle Website